# Gran Premio degli Stati Uniti d'America-Est 1976
Il Gran Premio degli Stati Uniti d'America-Est 1976 è stata la quindicesima prova della stagione 1976 del Campionato mondiale di Formula 1. Si è corsa domenica 10 ottobre 1976 sul Circuito di Watkins Glen. La gara è stata vinta dal britannico James Hunt su McLaren-Ford Cosworth; per il vincitore si trattò del settimo successo nel mondiale. Ha preceduto sul traguardo il sudafricano Jody Scheckter su Tyrrell-Ford Cosworth e l'austriaco Niki Lauda su Ferrari. Grazie a questo risultato la Scuderia Ferrari si aggiudicò matematicamente per la quarta volta, la seconda consecutiva, la Coppa Costruttori.
Gli organizzatori del gran premio vennero premiati dalla FOM col Race Promoters' Trophy per il 1976, quale gara meglio organizzata nella stagione.

## Vigilia

### Sviluppi futuri
Vittorio Brambilla comunicò l'abbandono della March al termine della stagione. Si prospettò un suo impiego in Brabham.

### Analisi per il campionato piloti
Niki Lauda, con 8 punti di vantaggio su James Hunt, avrebbe potuto laurearsi per la seconda volta campione del mondo piloti di F1.
L'austriaco, che aveva 5 vittorie, come l'inglese, e che non doveva scartare punti, esattamente come Hunt, si sarebbe laureato campione se:
- avesse vinto;
- fosse giunto secondo con Hunt che non vince;
- fosse giunto terzo con Hunt al massimo quinto;
- fosse giunto quarto con Hunt al massimo sesto;
- fosse giunto quinto con Hunt fuori dalla zona punti.

### Analisi per il campionato costruttori
La Scuderia Ferrari aveva 16 punti di margine sulla McLaren-Ford Cosworth e 18 sulla Tyrrell-Ford Cosworth. Quest'ultima però, non poteva più vincere il mondiale avendo vinto solo una gara in stagione contro le sei del Cavallino. Il regolamento prevedeva che contassero solo i migliori 7 risultati delle ultime otto gare, ma nessuna delle due case ancora in lizza dove scartare punti negli ultimi due gran premi. Marcava punti solo la prima delle vetture al traguardo.
La casa italiana poteva vincere la coppa costruttori se:
- una sua vettura fosse giunta nelle prime quattro posizioni;
- oppure la McLaren non avesse vinto, indipendentemente dal risultato della Ferrari;

### Aspetti sportivi
Dopo aver ospitato il Gran Premio di Long Beach in marzo, gli Stati Uniti accolsero nuovamente il circus col tradizionale appuntamento del Glen. Per distinguere i due eventi la gara a Watkins Glen venne anche denominata Gran Premio degli Stati Uniti d'America-Est.
La Wolf-Williams sostituì l'infortunato Chris Amon con l'australiano, al suo esordio nel mondiale, Warwick Brown, proveniente dalla Formula 5000. L'altro pilota infortunatosi a Mosport, Guy Edwards, venne sostituito da un altro esordiente, il brasiliano Alex-Dias Ribeiro, giunto quarto nel Campionato europeo di F2 con una March-BMW.
Nelle prove private svolte al mercoledì prima della gara Hunt chiuse in 1'42"64, davanti a Lauda in 1'43"08. Lauda fece montare l'alettone utilizzato a Monza e non quello usato a Mosport.
A seguito di tali risultati l'ingegner Mauro Forghieri, della Ferrari, dichiarò:

## Qualifiche

### Resoconto
Al venerdì, complice il brutto tempo, solo un piccolo manipolo di piloti tentò di girare. Quando l'austriaco Otto Stuppacher, uscì per primo, nel tentativo di strappare la qualificazione sfuggitagli in Canada, la pista era quasi impraticabile a causa dell'acqua. Teddy Mayer, capo della McLaren sarcasticamente commentò che i piloti ottengono una posizione di qualifica che è in rapporto di proporzionalità inversa con il loro quoziente d'intelligenza.
La pioggia smise poco prima dell'inizio della sessione pomeridiana del venerdì, e dopo 15 minuti in cui la pista restò umida, i piloti iniziarono a optare per le gomme slick. I tempi scesero rapidamente. Il miglior tempo fu di Hunt, in 1'43"622, davanti a Jody Scheckter e Ronnie Peterson. Lauda chiuse quinto, Regazzoni quattordicesimo, penalizzato da un guasto alla frizione, che lo costrinse a usare il muletto.

Patrick Depailler, che guidava una delle Tyrrell a 6 ruote, e James Hunt stavano duellando per la pole, con Depailler che seguiva la McLaren di Hunt sulla pista, quando il contenitore dell'aria compressa della McLaren cadde e colpì la Tyrrell sulle due gomme anteriori sinistre e sulla monoscocca. Si ruppero entrambe le gomme, e dopo essersi fermato per riparare il danno e sostituirle, lo sterzo della vettura di Depailler non era più ben calibrato, tanto che il francese fu solo settimo in griglia. Più tardi, quando Hunt fu ai box, vicino a un contenitore d'aria compressa da 150 libbre, Rob Walker gli chiese: "È quello che hai gettato a Depailler?" James rispose: "No, questo lo stiamo tenendo per Niki per domenica!"

La pioggia delle prove del sabato fu ancora più intensa di quella della mattina del venerdì, tanto che nessuno poté migliorare i tempi e la griglia rimase immutata. La sessione ufficiale, prevista per la mattina, venne posticipata fino al primo pomeriggio, ma senza esito. I pompieri cercarono anche di asciugare la pista con i loro mezzi, ma solo Brambilla e Peterson uscirono dai box, senza però segnare tempi validi. Hunt ottenne così ancora una volta la pole, davanti a Jody Scheckter su Tyrrell, e alle March di Ronnie Peterson e Vittorio Brambilla; quinto Niki Lauda su Ferrari. Stuppacher fu l'unico non qualificato. Per l'inglese della McLaren questa fu l'ottava pole stagionale.

### Risultati
Nella sessione di qualifica si è avuta questa situazione:
| Pos | Nº | Pilota             | Costruttore                 | Tempo    | Griglia |
| --- | -- | ------------------ | --------------------------- | -------- | ------- |
| 1   | 11 | James Hunt         | McLaren-Ford Cosworth       | 1'43"622 | 1       |
| 2   | 3  | Jody Scheckter     | Tyrrell-Ford Cosworth       | 1'43"870 | 2       |
| 3   | 10 | Ronnie Peterson    | March-Ford Cosworth         | 1'43"941 | 3       |
| 4   | 9  | Vittorio Brambilla | March-Ford Cosworth         | 1'44"250 | 4       |
| 5   | 1  | Niki Lauda         | Ferrari                     | 1'44"257 | 5       |
| 6   | 34 | Hans-Joachim Stuck | March-Ford Cosworth         | 1'44"265 | 6       |
| 7   | 4  | Patrick Depailler  | Tyrrell-Ford Cosworth       | 1'44"516 | 7       |
| 8   | 28 | John Watson        | Penske-Ford Cosworth        | 1'44"719 | 8       |
| 9   | 16 | Tom Pryce          | Shadow-Ford Cosworth        | 1'45"102 | 9       |
| 10  | 8  | Carlos Pace        | Brabham-Alfa Romeo          | 1'45"274 | 10      |
| 11  | 5  | Mario Andretti     | Lotus-Ford Cosworth         | 1'45"311 | 11      |
| 12  | 26 | Jacques Laffite    | Ligier-Matra                | 1'45"324 | 12      |
| 13  | 7  | Larry Perkins      | Brabham-Alfa Romeo          | 1'45"363 | 13      |
| 14  | 2  | Clay Regazzoni     | Ferrari                     | 1'45"534 | 14      |
| 15  | 30 | Emerson Fittipaldi | Copersucar-Ford Cosworth    | 1'45"646 | 15      |
| 16  | 17 | Jean-Pierre Jarier | Shadow-Ford Cosworth        | 1'45"979 | 16      |
| 17  | 12 | Jochen Mass        | McLaren-Ford Cosworth       | 1'46"067 | 12      |
| 18  | 19 | Alan Jones         | Surtees-Ford Cosworth       | 1'46"402 | 18      |
| 19  | 22 | Jacky Ickx         | Ensign-Ford Cosworth        | 1'46"605 | 19      |
| 20  | 6  | Gunnar Nilsson     | Lotus-Ford Cosworth         | 1'46"776 | 20      |
| 21  | 24 | Harald Ertl        | Hesketh-Ford Cosworth       | 1'49"418 | 21      |
| 22  | 25 | Alex-Dias Ribeiro  | Hesketh-Ford Cosworth       | 1'49"669 | 22      |
| 23  | 21 | Warwick Brown      | Wolf Williams-Ford Cosworth | 1'51"124 | 23      |
| 24  | 18 | Brett Lunger       | Surtees-Ford Cosworth       | 1'51"373 | 24      |
| 25  | 20 | Arturo Merzario    | Wolf Williams-Ford Cosworth | 2'00"932 | 25      |
| 26  | 38 | Henri Pescarolo    | Surtees-Ford Cosworth       | 2'05"211 | 26      |
| NQ  | 39 | Otto Stuppacher    | Tyrrell-Ford Cosworth       | 2'11"070 | NQ      |

## Gara

### Resoconto
Nella notte anche la neve fece la sua comparsa sul circuito, ma la domenica fu il sole ad accogliere 100.000 spettatori, la massima affluenza mai registrata per una gara al Glen.
La gara iniziò con quasi un'ora di ritardo visto il freddo sul circuito. I piloti partirono senza la tradizionale bandiera sventolata al via da Tex Hopkins, una presenza storica per Watkins Glen. Un segnale semaforico aveva preso il posto di Hopkins, e, al segnale, Jody Scheckter balzò davanti a Hunt e guidò la corsa per il primo giro. I due erano seguiti da Vittorio Brambilla, Ronnie Peterson, Niki Lauda, Patrick Depailler, John Watson sulla Penske, la Lotus di Mario Andretti e Jacques Laffite su Ligier. Il motore sulla vettura di Andretti perse presto potenza, tanto che l'italoamericano venne risucchiato a centro gruppo in poche tornate.
Scheckter e Hunt presero il largo, con la Tyrrell mentre Lauda venne penalizzato dal duo della March. Al quarto giro l'austriaco passò comunque Peterson e al quinto Brambilla.
Nel frattempo una vera battaglia venne ingaggiata per il quarto posto tra Brambilla, Peterson, Patrick Depailler, Laffite, Carlos Pace, Watson, Clay Regazzoni, Andretti e Jochen Mass. Hans-Joachim Stuck, che partiva sesto ma che era stato penalizzato al via da un problema alla frizione tanto da finire 24º, recuperò molto terreno e si accodò alla bagarre. Al settimo giro Depailler passò Peterson ma, poco dopo, fu costretto al ritiro per un guasto al sistema di alimentazione del carburante.
Al giro 11 Peterson attaccò con successo il compagno di scuderia Brambilla; il monzese perse una posizione anche a favore di Jacques Laffite. Un giro dopo lo svedese fu costretto al ritiro per una sospensione danneggiata nel sorpasso su Brambilla.
Al giro 15, l'Ensign di Jacky Ickx andò larga alla curva 6, una curva a sinistra all'entrata della zona conosciuta come 'The Boot'. La vettura immediatamente sbandò a destra e sbatté contro gli armco. Il musetto finì sotto il guardrail, la vettura si aprì in due e la parte posteriore prese fuoco. Ickx uscì rapidamente da ciò che restava della vettura e andò sull'erba, dove cadde a terra, per le ferite alle gambe e alle anche. Non riportò però ferite serie. Emerson Fittipaldi, che lo stava seguendo, affermò che si trattava del peggior incidente al quale avesse assistito, e che aveva potuto sentire il rumore del colpo che la vettura aveva dato alle barriera, pur col casco in testa e col motore acceso e rumoroso della sua vettura. Nello stesso giro Watson rallentò, venne passato da Regazzoni e Mass, prima di recuperare potenza e porsi al nono posto.
Dopo 20 giri la classifica vedeva in testa sempre in trio composto da Scheckter, Hunt e Lauda, che godeva di un certo margine su Laffite, Brambilla, Pace, Regazzoni e Jochen Mass. Un giro dopo Regazzoni venne passato dal tedesco della McLaren. Al 24º giro si ritirò Mario Andretti, undicesimo, con una sospensione rotta. In testa, mentre Lauda perdeva competitività si accese la lotta tra Hunt e Scheckter per la prima posizione.
Davanti Scheckter stava perdendo grip e Hunt stava diventando sempre più veloce con la sua McLaren, in caccia del sudafricano. Il gap si ridusse a 1,3 secondi al giro 29, e a mezzo secondo al giro 30. Al 37º giro, Hunt si buttò all'interno alla fine del rettilineo di ritorno e passò in testa. Guadagnò due secondi nei due giri seguenti, al giro 41, mancò una marcia alla chicane nel tentativo di doppiare alcuni piloti, e Scheckter fu di nuovo davanti. Il sudafricano mantenne la testa fino al 46º giro, quando venne passato nuovamente da Hunt al termine del rettilineo di ritorno e prese la testa della corsa, fino a vincere per la sesta volta in stagione. A 6 tornate dal termine, giro 53, Hunt fece segnare il giro più veloce della gara. Scheckter aveva capito che era meglio accontentarsi di un buon secondo posto.
Nel frattempo, nelle retrovie, Jacques Laffite fu costretto al ritiro per lo scoppio di uno pneumatico al giro 36, mentre stava avvicinandosi a Lauda, per la terza posizione. Poco dopo anche Brambilla fu costretto al ritiro, con uno pneumatico danneggiato dai detriti lasciati dal pilota della Ligier. Si trovò così quarto Jochen Mass, davanti a Hans-Joachim Stuck che era riuscito a infilare Clay Regazzoni che aveva rallentato per le bandiere gialle. Sia Brambilla che Regazzoni si lamentarono a fine gara per la scarsa segnalazione sul tracciato. Al giro 42 il ticinese perse ancora una piazza, questa volta a vantaggio di John Watson.
Lauda, sofferente per il sovrasterzo prodotto dalle gomme dure e dal tempo caldo, a malapena batté il compagno di scuderia di Hunt, Jochen Mass, terminando terzo, dietro a James Hunt e Jody Scheckter. Il coraggio del pilota austriaco fu evidente, quando sollevandosi il casco, mostrò un sottocasco insanguinato per le ferite che si erano riaperte sul suo viso durante la gara. Ottenne 4 punti ma la distanza che lo separava da Hunt era di soli 3 punti (68 a 65) quando mancava una sola gara al termine. La Scuderia Ferrari fu comunque certa di aver vinto il quarto titolo costruttori (bissando il successo della stagione 1975).

### Risultati
I risultati del gran premio sono i seguenti:
| Pos | No | Pilota             | Costruttore                 | Giri | Tempo/Ritiro        | Pos.Griglia | Punti |
| --- | -- | ------------------ | --------------------------- | ---- | ------------------- | ----------- | ----- |
| 1   | 11 | James Hunt         | McLaren-Ford Cosworth       | 59   | 1.42'40"742         | 1           | 9     |
| 2   | 3  | Jody Scheckter     | Tyrrell-Ford Cosworth       | 59   | + 8"030             | 2           | 6     |
| 3   | 1  | Niki Lauda         | Ferrari                     | 59   | + 1'02"324          | 5           | 4     |
| 4   | 12 | Jochen Mass        | McLaren-Ford Cosworth       | 59   | + 1'02"458          | 17          | 3     |
| 5   | 34 | Hans-Joachim Stuck | March-Ford Cosworth         | 59   | + 1'07"978          | 6           | 2     |
| 6   | 28 | John Watson        | Penske-Ford Cosworth        | 59   | + 1'08"190          | 8           | 1     |
| 7   | 2  | Clay Regazzoni     | Ferrari                     | 58   | + 1 Giro            | 14          |       |
| 8   | 19 | Alan Jones         | Surtees-Ford Cosworth       | 58   | + 1 Giro            | 18          |       |
| 9   | 30 | Emerson Fittipaldi | Copersucar-Ford Cosworth    | 57   | + 2 Giri            | 15          |       |
| 10  | 17 | Jean-Pierre Jarier | Shadow-Ford Cosworth        | 57   | + 2 Giri            | 16          |       |
| 11  | 18 | Brett Lunger       | Surtees-Ford Cosworth       | 57   | + 2 Giri            | 24          |       |
| 12  | 25 | Alex Ribeiro       | Hesketh-Ford Cosworth       | 57   | + 2 Giri            | 22          |       |
| 13  | 24 | Harald Ertl        | Hesketh-Ford Cosworth       | 54   | + 5 Giri            | 21          |       |
| 14  | 21 | Warwick Brown      | Wolf Williams-Ford Cosworth | 54   | + 5 Giri            | 23          |       |
| NC  | 38 | Henri Pescarolo    | Surtees-Ford Cosworth       | 48   | Non Classificato    | 26          |       |
| Rit | 16 | Tom Pryce          | Shadow-Ford Cosworth        | 45   | Motore              | 9           |       |
| Rit | 9  | Vittorio Brambilla | March-Ford Cosworth         | 34   | Gomma               | 12          |       |
| Rit | 26 | Jacques Laffite    | Ligier-Matra                | 34   | Gomma               | 4           |       |
| Rit | 8  | Carlos Pace        | Brabham-Alfa Romeo          | 31   | Collisione          | 10          |       |
| Rit | 7  | Larry Perkins      | Brabham-Alfa Romeo          | 30   | Sospensione         | 13          |       |
| Rit | 5  | Mario Andretti     | Lotus-Ford Cosworth         | 23   | Sospensione         | 11          |       |
| Rit | 22 | Jacky Ickx         | Ensign-Ford Cosworth        | 14   | Incidente           | 19          |       |
| Rit | 6  | Gunnar Nilsson     | Lotus-Ford Cosworth         | 13   | Motore              | 20          |       |
| Rit | 10 | Ronnie Peterson    | March-Ford Cosworth         | 12   | Sospensione         | 3           |       |
| Rit | 20 | Arturo Merzario    | Wolf Williams-Ford Cosworth | 9    | Incidente           | 25          |       |
| Rit | 4  | Patrick Depailler  | Tyrrell-Ford Cosworth       | 7    | Pompa della benzina | 7           |       |
| NQ  | 39 | Otto Stuppacher    | Tyrrell-Ford Cosworth       |      |                     |             |       |

## Statistiche
Piloti
- 7ª vittoria per James Hunt
- 50º Gran Premio per Jody Scheckter
- 1º Gran Premio per Alex-Dias Ribeiro
- 1° e unico Gran Premio per Warwick Brown
- Ultimo Gran Premio per Henri Pescarolo e Otto Stuppacher

Costruttori
- 4º titolo mondiale per la Ferrari
- 21ª vittoria per la McLaren
- 220° podio per la Ferrari

Motori
- 95ª vittoria per il motore Ford Cosworth
- 80ª pole position per il motore Ford Cosworth
- 220° podio per il motore Ferrari

Giri al comando
- Jody Scheckter (1-36, 41-45)
- James Hunt (37-40, 46-59)

## Classifiche

### Piloti
| Pos | Pilota             | Punti |
| --- | ------------------ | ----- |
| 1   | Niki Lauda         | 68    |
| 2   | James Hunt         | 65    |
| 3   | Jody Scheckter     | 49    |
| 4   | Patrick Depailler  | 33    |
| 5   | Clay Regazzoni     | 29    |
| 6   | John Watson        | 20    |
| 7   | Jacques Laffite    | 20    |
| 8   | Jochen Mass        | 19    |
| 9   | Mario Andretti     | 13    |
| 10  | Ronnie Peterson    | 10    |
| 11  | Gunnar Nilsson     | 10    |
| 12  | Tom Pryce          | 10    |
| 13  | Hans-Joachim Stuck | 8     |
| 14  | Carlos Pace        | 7     |
| 15  | Alan Jones         | 4     |
| 16  | Carlos Reutemann   | 3     |
| 17  | Emerson Fittipaldi | 3     |
| 18  | Chris Amon         | 2     |
| 19  | Vittorio Brambilla | 1     |
| 20  | Rolf Stommelen     | 1     |

### Costruttori
| Pos | Costruttore              | Punti |
| --- | ------------------------ | ----- |
| 1   | Ferrari                  | 81    |
| 2   | McLaren -Ford Cosworth   | 70    |
| 3   | Tyrrell-Ford Cosworth    | 65    |
| 4   | Penske-Ford Cosworth     | 20    |
| 5   | Ligier-Matra             | 20    |
| 6   | Lotus-Ford Cosworth      | 20    |
| 7   | March-Ford Cosworth      | 19    |
| 8   | Shadow-Ford Cosworth     | 10    |
| 9   | Brabham-Alfa Romeo       | 9     |
| 10  | Surtees-Ford Cosworth    | 4     |
| 11  | Copersucar-Ford Cosworth | 3     |
| 12  | Ensign-Ford Cosworth     | 2     |
| 13  | Parnelli-Ford Cosworth   | 1     |